# Rob Gonsalves
Rob Gonsalves (Toronto, 25 de junho de 1959 – 14 de junho de 2017) foi um artista canadense, mestre da arte fantástica, suas obras criam ilusões e interagem entre o mundo real e o imaginário fazendo com que o espectador reflita sobre o que está vendo e tente desvendar os mistérios destas obras.

## Biografia
Gonsalves nasceu em Toronto, Ontário. Ainda criança desenvolveu um interesse pela arte. Na adolescência, sua percepção da arquitetura cresceu depois que ele aprendeu técnicas de perspectiva e começou a criar suas primeiras pinturas e renderizações de edifícios imaginados. Depois de uma introdução a artistas como Escher, Dalí e Tanguy, Gonsalves começou suas primeiras pinturas surrealistas. A abordagem do Realismo mágico de Magritte, juntamente com as ilusões precisas da perspectiva de Escher passou a ser influência em seu futuro trabalho.
Rob cometeu suicídio no dia 14 de junho de 2017. Rob morreu cedo demais. Mas sua família, amigos e as pessoas que ele tocou através de sua arte vão mantê-lo em seus corações e manter sua luz viva.

## Obra
Para entender e visualizar os mistérios de suas obras é preciso observar, entrar em seu mundo. Parar, observar e se questionar sobre o que realmente está vendo.
Suas obras são comparadas com as de Maurits Cornelis Escher.[carece de fontes?]
Suas ilusões fazem ligações entre mundos distintos, unem o real e o fantástico. Rob Gonsalves não responde qual é de fato a realidade, isto é função de quem se dispõe a explorar as suas telas.
A mensagem principal de suas obras é que não podemos, e nem devemos acreditar do que enxergamos logo no primeiro momento. É o tipo de pintura onde o observador consegue captar realidades paralelas distintas em um mesmo quadro.
Rob Gonsalves produziu diversas telas e se estabeleceu no mercado internacional.